# Oudincourt
Oudincourt település Franciaországban, Haute-Marne megyében. Lakosainak száma 140 fő (2022. január 1.). Oudincourt Annéville-la-Prairie, Lamancine, Ormoy-lès-Sexfontaines, Soncourt-sur-Marne és Vraincourt községekkel határos.

## Népesség
A település népességének változása:
| Lakosok száma | 181  | 162  | 159  | 160  | 153  | 146  | 143  | 139  | 138  | 140  |
|               | 1968 | 1982 | 1990 | 2006 | 2013 | 2015 | 2017 | 2019 | 2020 | 2022 |